# Lucilia bufonivora
Lucilia bufonivora är en tvåvingeart som beskrevs av Moniez 1876. Lucilia bufonivora ingår i släktet Lucilia och familjen spyflugor. Arten är reproducerande i Sverige. Inga underarter finns listade i Catalogue of Life.

## Bildgalleri

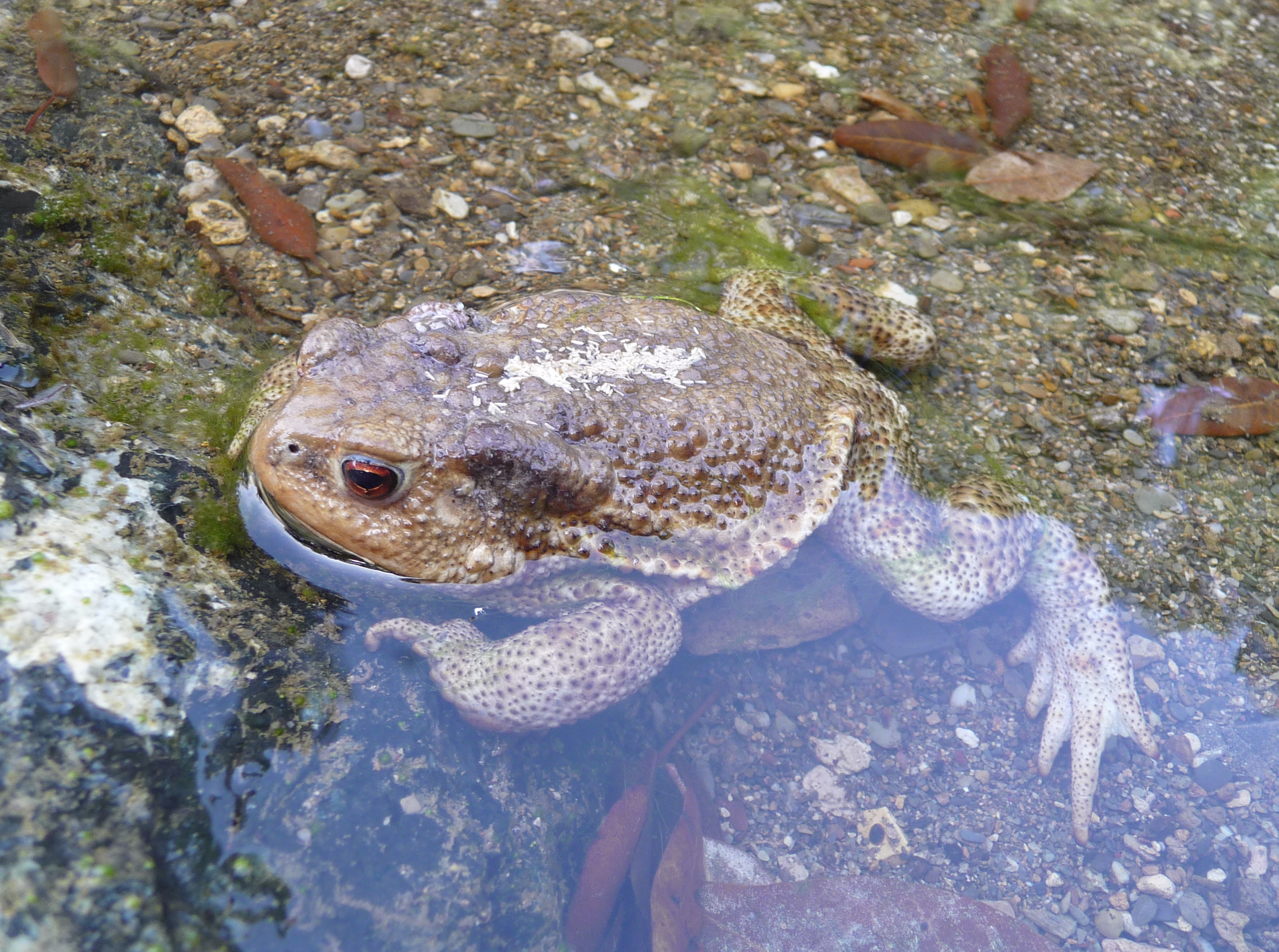
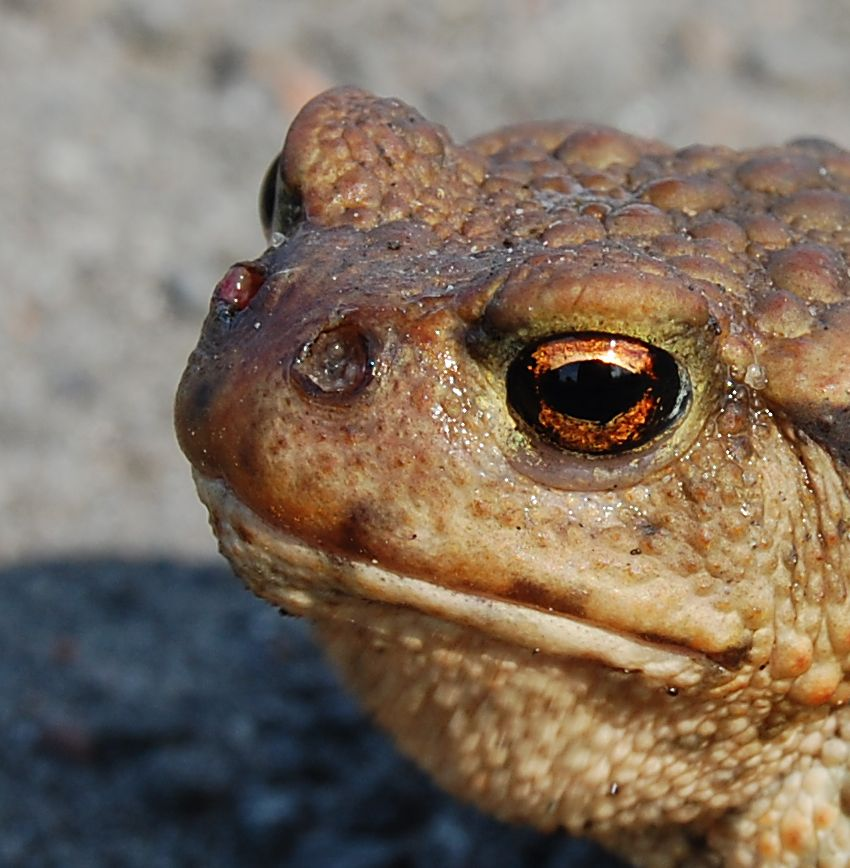